# دیپانکار سارما
دیپانکار سارما (انگلیسی: Dipankar Das Sarma؛ زادهٔ ۱۵ سپتامبر ۱۹۵۵) مهندس شیمی، و شیمی‌دان اهل هند و از دریافت کنندگان جایزه شانتی ساروپ بهاتنگار در شیمی است.